# Лекианоба

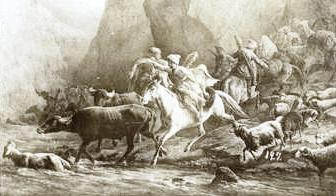
Дж. Кеннан, Возвращение лезгин с набега (Returen of Lezghians from a raid), 1870 г.

Лекиано́ба (груз. ლეკიანობა) — термин, который использовали грузины для обозначения спорадических набегов горцев Дагестана в Грузию, Армению, часть Персии (Азербайджан), город Ардебиль в Иране и окраины Османской империи с XVI по XIX века. Термин происходит от слова ле́ки, так грузины называли горцев Дагестана (изначально только горцев Южного Дагестана), с суффиксом -ано́ба, который обозначает контрибуцию. Армия дагестанских обществ доходила численностью до 40 тысяч горцев. Набеги в основном совершались на Кахетинское княжество, которое было вместе с картлийцами наиболее боеспособным среди восточных грузин, из-за расположения на равнине и частым войнам с Персией и Османской империей. В начале набеги совершались в открытую, но после частых поражений в лобовых боях против кахетинцев или картлийцев, особенно после сокрушительного поражения при Дангиси, набеги, как писал историк Вахушти Багратиони, совершались скрытно и тайно. Маленькие, мобильные и летучие группы, обходя места концентрации сил грузин, нападали на незащищённые или слабо защищённые поселения, грабили и так же быстро уходили в горы. Так же набеги нередко совершались вместе или при поддержке османов, а так же в моменты, когда сами картлийцы или кахетинцы были заняты войнами с Персией или Османской империей, но даже так в двух из трех случаев подобных набегов заканчивалось неудачей для самих нападавших.

## История
Набеги дагестанцев на Грузию были ответом на аналогичные действия со стороны грузин или других народов проживающих в Грузии. Обычно набеги не носили характера крупных военных действий. Небольшие отряды, возглавляемые дагестанскими феодалами или предводителями общин, внезапно вторгались в населённые пункты и так же быстро скрывались.
Аналогичные набеги грузинского горского племени тушин назывались «меконроба», хевсуров — «аппарекоба». Подобные набеги совершали представители и других горских племен Кавказа, таких как кистины, сваны и осетины.
В личном архиве историка Полиевкта Карбелашвили было обнаружено письмо, написанное Ираклием II 30 ноября 1780 года на имя тушинского морава Дурмиш-хана, в котором упоминаются набеги тушин на дидойцев: «Мы слышали, что тушины разоряют дидойцев, то крадут скот... Эти дидойцы уже давно с нами в хороших отношениях и никто не может отобрать у них что-либо незаконно. А если у тушинцев есть какие либо разногласия с дидойцами, то тогда... Дурмиш - хан и Джорджадзе вместе соберитесь и разберите дело. Пусть никто не смеет обижать дидойцев и отобранное вернуть».
Набеги на Дагестан стали важной частью политики грузинских феодалов, направленной на пополнение казны.: «1798 г. Приказание царя Кизикскому моураву Иосифу, Бодбийскому митрополиту Иоанну, ... сотнику Патаркаци, всем Кизикским кевхам ... и кизикийцам. Убийцы лезгин, а также те, которые брали их в плен, представляли их нам живыми и мертвыми. Мы отменяем это и определяем; кто убьет лезгина, тот должен представить нам его голову или нос. В виду того, что страна нами разорена, мы делаем еще другую милость нашим подданным, лезгина, взятого в плен, жалуем тому, кто его взял, с тем, чтобы он заплатил моураву 10 р. и войску нашему 10 р.; последния деньги, а также лошадь и оружие взятого в плен лезгина делят между собой люди нашего войска. Если 10,15 или 30 чел. конных отправятся в неприятельскую страну для добычи и найдут её, то ничего с них не взимаете; но если больше этого числа, тогда часть добычи дают нам».

### Набеги в XVI веке
В первой половине XVI в. ситуация выглядела стабильной. При Леване І (1520-1574) «страна полна была миром. И хотя кавказские лезгины не подчинялись Левану, однако и вреда ему не могли нанести. Говорили, писал историк XVIII в., что когда при Леване некий лезгин из Дагестана напал на Заречье и увел одну корову, узнал об этом Леван, собрал в Заречье тайно отряд и выступил с проводником. Шел день и ночь, напал и схватил того человека с домочадцами и имуществом, привел на третий день туда же и убил всех, чтобы другие не осмеливались заниматься хищничеством. Он же, Леван, привел лезгин и поселил в Пипинети для того, чтоб возили они летом лед с Кавказских горЮ.Ю. Карпов, Взгляд на горцев. Взгляд с гор. Соседи
В 1553 г. рутулы из села Хнов совместно с цахурами напали на грузин, вынудив последних переселиться за р. Алазань..

### Набеги в XVII веке
А лезгины (дагестанцы) хотя и враждовали, однако [нападать на Кахети] открыто не осмеливались, кроме как скрытно. Поэтому послал Теймураз [на них] Кайхосро Оманишвили, ибо был он мужественным и смелым. Вступил он в Дагестан и стал в горах, начал разорять и грабить их. И так как никто не противился ему, попросил {Кайхосро] у Теймураза набат, чтоб навести на них больший страх. Однако кахи донесли господарю Теймуразу, что желает он [захватить] Кахети и по этой причине просит набат. Тогда призвал [Теймураз] Кайхосро и убил его изменой. Увидя это, некоторые кахи заколебались в верности к царю.Вахушти Багратиони, История царства грузинского

### Набеги в XVIII веке
Турки всегда, злобясь на Грузию, делали с находящимися у них лезгинами многие набеги; но, впрочем, добычи были равномерны как у них, так и у грузин; потому что у грузин были тогда храбрые начальники в войске. В один день князья Меликовы[Меликошвили], отправившись в Турцию с малым количеством войска, разбили весьма многих турок. В сем случае дагестанские лезгины напали на Тушети... однако народ тушетинский с помощью пшавцов отразил оных[лезгин] и прогнал. Тогда со стороны Грузии притесняемы были Карцы, Баязеты и Ахал-Цых. Двор султана, чтобы отвратить таковые притеснения, просил шаха персидского обуздать грузинцов, ибо Грузия находилась тогда под покровительством Персии. Царь Ираклий по повелению шаха заключил с турками мир и получил от султана в подарок шубу, убранную лошадь и саблю. При сем Аварский Нурсал-Бей, собравши великое число войска из лезгинов, напал на Кизик, но не успел в своей дерзости. Ибо лезгины были разбиты князем Ревазом Андрониковым[Андроникашвили], кизиским начальником, и Нурсал-Бей, спасши жизнь свою бегством, возвратился в Шамахию, где Патали-хан Дербеский, угостя его, умертвил, и на место его сделался в Аваре ханом сын его Омар. Но лезгины не переставали делать набеги на Грузию. Однако новозаведенным войском при царе Ираклии всегда были прогоняемы[лезгины] без успеха в своих предприятиях.Ю.Ю. Карпов, Взгляд на горцев. Взгляд с гор. Соседи

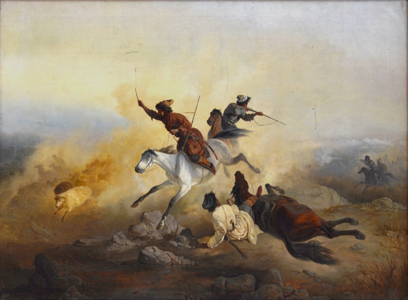
Неизвестный художник. Возвращение с набега. XIX век.

Главными организаторами набегов на Грузию были Самурские и Джаро-Белоканские общества. Нападения начались с распада Грузинского царства и последующего снижения обороноспособности его государств-преемников, по причине ведущихся непрестанно оборонительных войн против Персидской и Османской империй. В конце XVI века пограничная часть Кахетинского царства, позже известная как Саингило, была отдана персидским шахом Аббасом I во владение своим дагестанским союзникам.
А так как лезгины, и особенно чарцы, беспрестанно враждовали, предложили кахи Имам-Кули-хану (правителю Кахетии, иначе Давиду II. - Ю. К.) разорить Чари и избавить Кахети от этого бедствия». Собрано большое войско, в составе которого были тушины, пшавы, хевсуры. Джарцы напуганы и «умоляли не убивать их и обещали выплатить дань с остатками [прошлых лет] и покориться так, как пожелает царь». Царь разбивает леков, но проявляет беспечность, чем пользуются горцы. «И усилились после этого чарцы и построили укрепления, потом выступили и заняли окрестности Чари и стали еще больше нападать, разорять, захватывать пленных, опустошать и убивать в Заречье и Кахети беспрерывно... Но хотя и усилились лезгины, кахи также убивали и истребляли их, где только встречали, ибо в долине лезгины не могли одолеть кахов (кахетинцы).Ю.Ю. Карпов, Взгляд на горцев. Взгляд с гор

Российский офицер немецкого происхождения, географ и этнограф Иоганн Густав Гербер, который участвовал в Персидском походе писал о совершении объединённых грабительских набегов пяти вольных обществ Самурской долины (Ахтыпара, Алтыпара, Докузпара, Мискинджа и Рутул) на Грузию. Об этих набегах пишет и российско-немецкий историограф, Г. Ф. Миллер: 
Главнейшие разорения причиняют они в Грузинии, где сверх лошадей и скота также и людей похищают, увозят их на своих быстрый лошадях, и после продают.
 Кроме того, дагестанские наёмники часто использовались грузинскими царями и князьями в своих междоусобицах. В 1723 году кахетинский царь Константин II, известный также под именем Махмед-Кули-хан, взял Тбилиси именно с помощью дагестанских горцев.
В 1720 году, лезгины, под предводительством имама Хаджи-Давудa восстали против Ирана. Картлийский царь Вахтанг VI, который был вассалом иранского шаха, пользовался поддержкой русского императора. Он вёл двойную игру, результатом которой должна была стать независимость Грузии. Весной 1722 года Хаджи-Давуд осадил Гянджу, после чего Вахтанг VI выступил на помощь городу. Узнав об этом, Хаджи-Давуд воздержался от сражения с войском Вахтанга VI и на двенадцатый день снял осаду с Гянджи. Вахтанг VI не стал его преследовать, несмотря на то, что имел неоднократные приказы от шаха выступить на Шемаху.
Осажденная лезгинами Гянджа обратилась за помощью к грузинскому царю Вахтангу VI. Приближение грузинских войск заставило осаждавших город лезгин снять осаду и поспешно уйти в свои пределы. Царь Вахтанг VI возвратился в Тбилиси, а с ним вместе направился в Тбилиси и католикос Есаи. Оба они ожидали похода Петра I в Закавказье. В указанном выступлении лезгин немаловажную роль сыграла Турция. Пользуясь слабостью Ирана и стремясь также приостановить притязания России, Турция через своих агентов разжигала ненависть к шиитам — как опоре иранского владычества.Есаи Гасан-Джалалян (Католикос Албанский), Краткая история страны Албанской
В 1722 году Вахтанг VI решил присоединить свои силы к войскам царя Петра I и мобилизовал большую армию. Пётр I вскоре заключил мир с персами, и Вахтанг VI отозвал свои войска. Грузия, оставшись одна, пала под ударами Османской и Персидской империй, два последующих десятилетия страна была практически беззащитна, и набеги горцев усилились. В том же году, дагестанцы под предводительством Дауд-беком Лезгинским, Али-Султаном Цахурским и Сурхай-ханом Казикумухским совершили крупный набег и приступом взяли Тифлис. По другой версии Тифлис взяли джарские аварцы, получившие впоследствии контрибуцию в 60 тысяч туманов.
Накинулись Леки(дагестанцы) на крепость Болниси, поставили лестницы и поднялись во внутрь. Но встретил их там Давид Иоташвили. Грузины "приготовили ружья, копья, истребляли леков, так что окрасили их кровью стены крепости, убивали леков на стенах крепости", но всё равно шли Леки на смерть. " Наполнили Леки крепость, день и ночь шёл бой". Константин Мухранбатони выступил на помощь осаждённой бесчисленными леками крепости Болниси, но по дороге ему сообщили: грузины леков уничтожили и крепость удержали.Леван Саникидзе
В 1744 году Теймураз II и его сын, Ираклий II, возродили царства Картли и Кахети и объединили свои силы, чтобы совместными усилиями отражать набеги.
В том же 1749 году собрались дагестанцы и пришли в Грузию, прошлись по элеби и собрали много скотины и имущества. Узнав об этом, Ираклий стал преследовать и настиг Дамгиси, там, где Иори впадает в Алазань. Была там битва, и дал Бог победу царю. Многих убили, многие утонули в Алазани. Кто смог переплыть реку, тоже не поздоровилось, они потонули в прибрежных болотах. С тех пор не смели леки спускаться с войском, но только мелкие группы с целью воровства.Ш. М. Хапизов, М.Абубакарил., Сведения о дагестанцах в сочинении Омана Херхеулидзе «Царствование Ираклия Второго». Институт истории, археологии и этнографии ДНЦ РАН
С 1750 по 1755 годы они трижды успешно отбили крупные набеги из Дагестана.
В 1748 году Абдул-бек внезапно захватил городскую крепость и начал обстреливать город из ружей и пушек. Ираклий осадил крепость с картли-кахетинским(равнинные восточные грузины) войском, горожане тоже ему помогали. Абдул-беку тоже помогали 500 леков, и была битва целый день. В это время пришел из Дагестана белад Кожах с большим войском(леков) и напал на авчалцев, пленных и скотину забрал. Узнав об этом, Ираклий, оставив войско осаждать крепость, забрал с собой 200 воинов, переплыл Куру и стал преследовать белада. По пути с окрестностей присоединились и кизикцы(равнинные восточные грузины). И настиг на краю Кизика, в Шираке. Там состоялся бой, и победил Ираклий. Он забрал пленных и скотину, вернулся и остановился в Дедоплис-цкаро. Другое дагестанское войско встретило убегающего Кожах-белада и предложило объединиться и, напав на Ираклия, вернуть награбленное, с условием его раздела. [Они предложили] сегодня же, пока Ираклий на месте, напасть [на него]. Кожах обрадовался. Вернулись, всю ночь шли и на утро напали на Дедоплис-цкаро. Ираклий вышел первым на битву на коне и первым встретил и убил одного и приказал войску атаковать. Победили они лекское войско и многих убили. Вернувшись, взял Тбилисскую крепость и поставил своих людей там. Потом взял Самшвилдскую крепость и вернулся с победой в Тбилиси.Ш. М. Хапизов, М.Абубакарил., Сведения о дагестанцах в сочинении Омана Херхеулидзе
«Царствование Ираклия Второго». Институт истории, археологии и этнографии ДНЦ РАН
В 1774 году Ираклий II создал регулярное войско мориге, во главе которого стоял сын Ираклия II царевич Леван, мориге стало эффективной силой против набегов.
Аварский Нурсал-Бей (Мерсел-Хан), осенью 1773 г. собравши великое число войска из Лезгинов, напал на Кизик[Кахетия], но не успел в своей дерзости; ибо лезгины были разбиты князем Ревазом Андрониковым (Андроникашвили), кизикским моуравом, и Нурсал-Бек спас жизнь свою только бегством.Бутков П. Г., Материалы для новой истории Кавказа, с 1722 по 1803.
В 1754—1755 годах в битве при Мчадиджвари и в битве у Кварели Ираклий II одержал победу над вторгшимися в Грузию аварским ханом Нурсал-бегом. Тем не менее, из-за внутреннего кризиса в Грузии Ираклий II не смог окончательно устранить внешнюю угрозу.
Чарцы, получив из Дагестана вспомогательные силы, в 1750 году неожиданно вторглись в Грузию, основательно разграбив незащищенные области. Объединенные войска Картли и Кахети бросились в погоню за обремененными добычей отрядами грабителей и, настигнув их у слияния Алазани и Иори, вступили с ними в бой. Враг был разгромлен.Бутков П. Г., Материалы для новой истории Кавказа, с 1722 по 1803.
В 1752 или 1753 г. пришел к Грузии с лезгинским войском Мерсел-Хан аварский и окружил крепость Мчадис-Джвари. Царь Теймураз в первом сражении с ним разбил и прогнал Лезгинов; но Лезгины потом собираясь в Гартискаре не преставали делать набеги на Грузию. Царь Ираклий пресек им дорогу и всех истребилБутков П. Г., Материалы для новой истории Кавказа, с 1722 по 1803
Сам господин Хундзаха спустился к подножию крепости, в болото, наказал сделать устойчивый окоп, поставить палатку, встал внутри и билось войско леков с крепостью.  Шли бои денно и ночно, и война была непрерывная. Никак не мог сразить он воинов (грузин) внутри. Множество Леков было убито. С сердцем храбрым были мужи в крепости. Шла битва яростная… Когда битва усложнилась, скомандовал царь (Иракли) спешиться войску, спешился сам царь Иракли и отдал приказ тут же всем, сказав: «Это битва мужества и любви к вере».. Ринулись бесстрашно Картлийцы и Кахетинцы, атаковали оружием своим, заставили бежать войско Леков… Атаковали мечами, бросились внутрь, как кошек резали их, сам царь Иракли уничтожал одного за другим, следовали за ними[леками] истребляя до Арагви, телами их[леков] заполнили леса и поля, лошади и оружие оставшихся перешло нашему войску.Папуна Орбелиани, Амбавни Картлисани (Деяния Картли)
Подавляющее большинство нападений дагестанцев представляло из себя внезапные налёты на места, селения, где почти не было гарнизонов, на невооружённое население, где в основном были женщины и дети, после быстрый грабёж и такой же быстрый уход обратно, пока не подошли силы мужчины. В общем обычная система набегов, которая, была и у горных грузин. И нападения эти начались и происходили в момент, когда Грузия вела войны с Персией и Османской империей.
Поначалу дагестанцы пытались делать открытые походу против восточно грузинских княжеств, но довольно быстро оказались разбиты в лобовых боях, и после крупного поражения в битве при Дангиси, дагестанцы опасаясь прямых боёв с грузинами, переходят к тактике налётов на гражданское население, пользуясь внезапностью и молниеносностью, стараясь всячески избегать места с многочисленными вооружённым мужским населением или гарнизонные части.

Позже, грузины разгадав тактику противника, после чего половина таких набегов заканчивалось тем, что грузины либо из гарнизонных частей, либо обычные мужчины имевшие оружие, нагоняли вороватые банды и вырезали.  Поэтому битва при Мчадис Джвари стала первой попыткой дагестанцев напрямую пойти на Грузию и дать грузинам открытый бой.
В 1757 году сделался великий в Грузии голод, так, что народ принужден был питаться одними растениями и многие из жителей рассеялись по чужим владениям. 
При семь несчастии, Лезгины не преставали беспокоить Грузию. Они пришли в Картлию, разорили село Али и, разделясь на две партии, осадили в одно время крепости Атоци и Аневи. 
 Царь Теймураз призвал на помощь имеретинского царя Соломона I и, соединясь с ним в Картлии, прогнал неприятелей.
В том же году собрались кахетинцы гагмамхарцы (кварельцы и т.д) и тушины под предводительством брата Моурава Тушетии Джандана, напали на селения Дагестана, угнали много отар овец и коров, кто из дагестанцев погнались за ними, всех их убили и с добычей вернулись в Кахетию.Бутков П. Г., Материалы для новой истории Кавказа, с 1722 по 1803
В 1761 году пришло дагестанское войско в Грузию для грабежа и разбоя. Царь Ираклий, не сумев собрать войска, решил пойти с малым их числом. Спрятался [он] в Сугкулиани, принадлежащем монастырю. Оттуда разведал, что войско леков в 10 раз больше его войска. Вернувшись, встретил их в таком месте что смог одержать победу. В 1762 году напали леки на село Ахмета, и там нанес поражение лекам царь Ираклий, и ушли они оттуда посрамленные. В 1763 году пришли леки в Самачабло в Кехви, и там нанес им поражение царь Ираклий и многих убил. В 1764 году победил леков в Мравалцкаро. В 1765 году войско леков напало на Гори и взяло жителей в плен. На обратном пути царь Ираклий перехватил их ночью на Самгорском поле, полностью их[леков] истребил и пленных освободил»Ш. М. Хапизов, М.Абубакарил.
Институт истории, археологии и этнографии ДНЦ РАН, Сведения о дагестанцах в сочинении Омана Херхеулидзе
«Царствование Ираклия Второго»
В 1785 году аварский нуцал Умма-хан V вторгся в Грузию и разорил Картли-Кахетинское и Имеретинское царство, затем опустошил Лори и Гянджинское ханство и вернулся в Дагестан. Грузинский царь Ираклий II и гянджинский хан были вынуждены вступить в переговоры c Умма-ханом и обязались уплачивать им ежегодную дань, с тем лишь условием, что горцы не будет больше грабить их владения. Несмотря на этот уговор, Умма-хан под тем или иным предлогом вторгался в Грузию и в другие закавказские государства. В 1796 году, после вхождения в подданство России и введения в Тифлис царских войск Ираклий отказался платить дань. Умма-хан в ответ разграбил Кахетию и сжёг дотла 6 деревень, а жителей и скот увёл с собой в горы.
Переправившись через Алазань, горцы сделали привал, но отдых был непродолжителен. Раздались ружейные выстрелы.
Горсть грузин с необузданной храбростью, характерной для них, появилась с намерением напасть на лезгин, коих было вдесятеро больше. Грузины хотели отбить княгинь; но вместо того, чтобы отражать нападение, лезгины, опасаясь, что горсть эта могла быть и авангардом, понеслась во весь дух по лугам, пашням, рвам и скалам с криками «Шамиль-имам! Шамиль-имам!» и, понуждай коней ударами плети, мчались с такой быстротой, что у пленных дух захватывало. Этот час оказался самым страшным для княгини Анны. Последующие подробности сама она досказать не могла.Александр Дюма, Путешествие на Кавказ, глава XLIII

### Набеги в XIX веке
В 1800 году горцы вновь атаковали Грузию, но были разбиты объединёнными русско-грузинскими войском на реке Иори. Попытка повторить атаку провалилась из-за нехватки продовольствия. В начале следующего года горцы собрали 3-х тысячное войско для вторжения в Ширван. Российские власти в Грузии, обеспокоенные этим, стали укреплять границы Кахетии, перебросив туда несколько воинских подразделений.
Присоединение Грузии к Российской империи в 1801 году не остановило набеги дагестанцев на грузинские земли. В 1802 году Джаро-Белаканские аварцы поддержали антироссийское восстание царевичей Вахтанга и Теймураза, в котором также участвовала кахетинская знать и имеретинский царь. В 1803—1806 годах русские войска предприняли ряд карательных экспедиций в Джарское общество, которое считалось «разбойничьим гнездом», чтобы наказать его за постоянные набеги. После 1810 года число набегов на Грузию и их масштабность существенно сократились.
Тем не менее, согласно записям Гаджи-Али, секретаря имама Шамиля, который вел учёт всем его доходам и расходам,

Самые большие доходы Шамиля были со стороны Ириба (мухаджирское поселение в Ирибе состояло из илисуйцев, ахтынцев и кюринцев) и Уллукале, где жили мугаджиры. Откуда они делали набеги на Грузию и другие места и из добыч своих пятую часть уделяли Шамилю.— Чохский Гаджи-Али. Сказание очевидца о Шамиле. 1873 г.

#### Ахтынская крепость
В 1839 году, для защиты от набегов лезгин на Кахетию со стороны Самурского округа, в селе Ахты, генералом Е. А. Головиным была построена русская крепость.

#### Последний набег
В 1854 году, на фоне Крымской войны, войска имама Шамиля вторглись в Кахетию, пытаясь соединиться с войсками Османской империи, но, узнав об отступлении последних, вернулись в горы. Тем не менее, войска Шамиля успели разорить богатое селение Цинандали, принадлежавшее полковнику князю Давиду Чавчавадзе (самого Чавчавадзе в это время не было в имении), которое располагалась всего в 60 верстах от Тифлиса, и разграбить несколько церквей. Кроме того, в Цинандали горцы Шамиля захватили в плен: жену князя Давида Чавчавадзе, 28-летнюю Анну Ильиничну с шестью маленькими детьми, её сестру — 26-летнюю княгиню Варвару Орбелиани с полугодовалым сыном, племянницу Варвары, 18-летнюю княжну Нину Баратову, и гувернантку-француженку мадам Дрансе. Получив известие о захвате Цинандали, князь Чавчавадзе поспешил на выручку к своей семье, но опоздал.
Новорожденная дочь князя Давида Лидия погибла по пути в Дагестан. Что касается остальных, то Шамиль, поняв, что за пленницы перед ним, решил, что, взяв в заложники столь высокородных женщин, он сможет добиться возвращения из России своего старшего сына Джамалуддина, выданного им в 1839 году в 9-летнем возрасте в качестве аманата (заложника) русскому правительству в залог преданности России.
После того как княгиням были объявлены условия их выкупа (передача Джамалуддина и миллион рублей серебром) и они написали необходимые письма родным, Шамиль приказал доставить их в свою резиденцию, которая после разрушения Ахульго была обустроена им в Ведено. Там узницы провели 8 месяцев, общаясь с тремя его женами и изредка с самим Шамилем. Николай I дал согласие на условия выкупа заложников. Доставить поручика Джамалуддина Шамиля в село Хасавюрт было поручено полковнику князю Давиду Чавчавадзе. Обмен произошел 10 марта 1855 года близ Куринского укрепления в долине реки Мичик.

## Фольклор
В лезгинском фольклоре были песни посвященным набегам лезгин. Одна из песен с названием «Набег»:

На Самуре дождь и снег,
Дождь и снег.
Удальцы ушли в набег...